# 艾曼紐要怎樣
《艾曼紐要怎樣》是2005年東森綜合台八點檔喜劇，巨人製作公司製作，2006年1月27日開始在鳳凰衛視播放。劇集講述艾愛、艾曼、艾紐三姊妹和她們的瘋癲媽媽的故事。
由於這套劇集的高收視率，巨人製作公司為此劇制作了續集《艾曼紐要怎樣之姐姐妹妹站起來》。

## 播出時間

### 首播
| 頻道       | 所在地 | 播映日期      | 播出時間          |
| ---------- | ------ | ------------- | ----------------- |
| 東森綜合台 | 臺灣   | 2005年        | 週一 - 週五20：00 |
| 鳳凰衛視   | 香港   | 2006年1月27日 |                   |

## 故事大綱
故事的主角是艾紐，她是一個沒有腦袋的女生。艾紐小時候，母親避免因為她臉上的疤痕還有她長得不漂亮而傷害了她的自尊，叫她的兩個姊姊無論任何時候都要稱讚她很漂亮……

## 演員列表
| 角色   | 演員   |
| 艾愛   | 楊淇   |
| 艾曼   | 張本渝 |
| 艾紐   | 黃嘉千 |
| 艾林娜 | 林美照 |
| 楊耀偉 | 謝祖武 |
| 侯國家 | 屈中恆 |
| 張賀   | 吳大維 |
| 司令   | 黃仲崑 |
| 紅龜   | 陳光前 |
| 柯SIR  | 庹宗康 |
| 麥可   | 任磊   |
| CICI   | 吳宜庭 |
| 小翔   | 林則希 |
| BIBI   | 徐可   |
| 陳義華 | 庹宗華 |
| 林嬌   | 曹蘭   |
| 劉東西 | 阿龐   |
| 吳掉財 | 李國超 |

## 資料來源
1. ↑  . 大紀元 www.epochtimes.com. 2005-06-02  [2021-01-03]. （原始内容存档于2021-01-11）.